# Glory (singel)
Glory – singel Ani Dąbrowskiej z 2004 roku.

## Informacje ogólne
Z utworem tym Ania Dąbrowska startowała w konkursie Premiery podczas Krajowego Festiwalu Piosenki Polskiej w Opolu. Nie ukazał się on na debiutanckiej płycie artystki Samotność po zmierzchu, lecz dopiero na jej reedycji. Piosenka została wydana na podwójnym singlu razem z utworem „Nie ma nic w co mógłbyś wierzyć”.

## Teledysk
Teledysk do piosenki wyreżyserowała Iza Poniatowska.

## Pozycje na listach
| Lista                       | Pozycja |
| --------------------------- | ------- |
| Szczecińska Lista Przebojów | 1       |
| Poplista                    | 21      |